# Sanza
Sanza é uma comuna italiana da região da Campania, província de Salerno, com cerca de 3.007 habitantes. Estende-se por uma área de 126 km², tendo uma densidade populacional de 24 hab/km². Faz fronteira com Buonabitacolo, Casalbuono, Casaletto Spartano, Caselle in Pittari, Monte San Giacomo, Montesano sulla Marcellana, Piaggine, Rofrano, Sassano, Valle dell'Angelo.
Era conhecida como Sôncia (em latim: Sontia) no período romano.

## Demografia
| Variação demográfica do município entre 1861 e 2011                               |
|                                                                                   |
| Fonte: Istituto Nazionale di Statistica (ISTAT) - Elaboração gráfica da Wikipedia |